# Julian Sands
Julian Richard Morley Sands (Otley, 4 de janeiro de 1958 — Serra de San Gabriel, desaparecido em 13 de janeiro de 2023, declarado morto em 24 de junho de 2023) foi um ator britânico. 
Ganhou destaque por sua atuação em Uma Janela para o Amor, além de seus papéis em The Killing Fields (br: Os Gritos do Silêncio), Warlock, Aracnofobia, e Despedida em Las Vegas. 
Sands participou em mais de 150 trabalhos audiovisuais. Na televisão, interpretou Jor-El, na série Smallville, e Vladimir Bierko, em 24 Horas. Também emprestou sua voz ao personagem Valmont na animação As Aventuras de Jackie Chan.

## Carreira

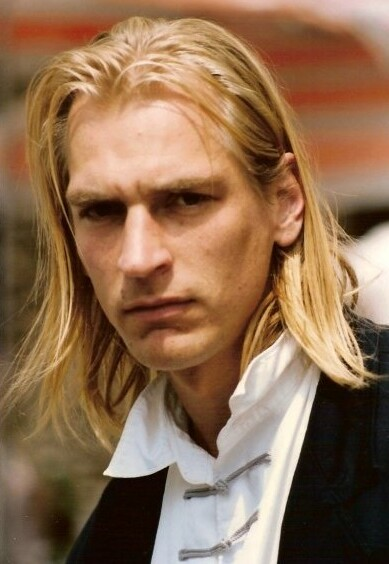
Sands durante o Festival de Cannes em 1990.

Sands nasceu na cidade de Otley, localizada no West Riding de Yorkshire, na Inglaterra. Mais tarde, mudou-se para Londres, graduando-se como ator na Royal Central School of Speech and Drama.
Iniciou sua carreira no cinema desempenhando papéis de apoio em filmes como Oxford Blues (br: Uma Aventura em Oxford) e The Killing Fields, ambos lançados em 1984. No mesmo ano, fez uma participação como soldado grego na adaptação da BBC de The Box of Delights. No ano seguinte, contracenou com John Hurt no filme de terror suíço After Darkness, além de ter sido selecionado para o papel em destaque no romance A Room with a View (br: Uma Janela para o Amor). Em 1986, interpretou o renomado poeta Percy Shelley no terror Góthic. Posteriormente decidiu mudar-se para Hollywood e seguir carreira no cinema americano, tendo aparecido em filmes de baixo e alto orçamento.
No final da década de 1980, protagonizou no terror Warlock (1989), bem como na sequência Warlock: The Armageddon, de 1993. Em 1991, interpretou o renomado compositor Franz Liszt no drama Impromptu, no mesmo ano, fez uma participação em Naked Lunch (br: Mistérios e Paixões) como Yves Cloquet. Além disso, Sands teve papéis de destaque em Arachnophobia (1990), Boxing Helena (1993) e Leaving Las Vegas (1995).
Sands também deu vida ao icônico Erik na versão de 1998 de The Phantom of the Opera. Em 2003, ao lado de Jackie Chan, estrelou em The Medallion (br: O Medalhão), e posteriormente dublou o personagem Valmont nas duas primeiras temporadas da animação Jackie Chan Adventures (br: As Aventuras de Jackie Chan). O ator também atuou em dois episódios ao longo da telessérie Stargate SG-1, reprisando o mesmo papel na sequência Stargate: The Ark of Truth.
Em 2001, atuou na minissérie Rose Red (br: A Casa Adormecida) baseada na obra de Stephen King, e no ano seguinte encarnou o embaixador austríaco Klemens von Metternich na minissérie Napoléon. Mais tarde, em 2006, interpretou o terrorista Vladimir Bierko, na sexta temporada de 24 (br: 24 Horas).
Na telessérie Smallville, interpretou Jor-El, pai biológico de Clark Kent, e em 2012, atuou como Alistair Wesley na segunda temporada de Person of Interest. Na mesma época também fez uma aparição no suspense The Girl with the Dragon Tattoo (br: Millennium: Os Homens que Não Amavam as Mulheres), além de ter fornecido a voz para o personagem "DeFalco" no jogo eletrônico Call of Duty: Black Ops 2.
Em 2013, Sands interpretou o rico empresário Miles Castner, na 8ª temporada de Dexter.

## Vida pessoal
Sands foi casado com Sarah Harvey, uma jornalista britânica, entre 1984 a 1987. Durante a união, o casal teve dois filhos. Em 1990, casou-se com Evgenia Citkowitz. Sands e Citkowitz tiveram dois filhos, e residiam em Los Angeles.

## Desaparecimento e morte
Em 13 de janeiro de 2023, Sands desapareceu após sair para uma caminhada na Serra de San Gabriel, perto de Los Angeles. Seu filho, Henry, de 37 anos de idade, que também é alpinista, juntou-se ás equipes para tentar refazer os passos de seu pai, mas teve que parar devido ao mau tempo na região. A má visibilidade e as condições de gelo na região montanhosa também atrasaram os esforços das equipes de busca e resgate, que após rastrearem o celular de Sands, e terem recebido um “ping atrasado” a partir de seu telefone, suspeitaram que Sands teria seguido em direção ao cume das montanhas.
O corpo do ator foi encontrado no dia 24 de junho de 2023, após montanhistas terem encontrado restos humanos na área do Monte Baldy. A polícia três dias depois, confirmou que os restos mortais eram de Julian Sands.

## Filmografia
| Ano  | Título original                         | Título no Brasil                                  | Papel                     |
| ---- | --------------------------------------- | ------------------------------------------------- | ------------------------- |
| 1983 | A Married Man                           |                                                   | Guy Lough                 |
| 1984 | Oxford Blues                            | Uma Aventura em Oxford                            | Colin Gilchrist Fisher    |
| 1984 | The Killing Fields                      | Os Gritos do Silêncio                             | Jon Swain                 |
| 1985 | After Darkness                          |                                                   | Laurence Hunningford      |
| 1985 | The Doctor and the Devils               | O Médico e os Monstros                            | Dr. Murray                |
| 1985 | A Room With A View                      | Uma Janela para o Amor                            | George Emerson            |
| 1986 | Gothic                                  | Gótico                                            | Percy Bysshe Shelley      |
| 1986 | Harem: The Loss Of Innocence            | Harém                                             | Forest                    |
| 1987 | Siesta                                  | Marcas de uma Paixão                              | Kit                       |
| 1988 | Vibes                                   | Vibes: Boas Vibrações                             | Dr. Harrison Steele       |
| 1988 | Wherever You Are...                     |                                                   | Julian Castor             |
| 1989 | Warlock                                 | Warlock: O Demônio                                | Warlock                   |
| 1989 | Tennessee Nights                        | Assassinato no Tennessee                          | Wolfgang Leighton         |
| 1989 | Manika                                  | A Reencarnação de Manika                          | Daniel                    |
| 1990 | The Sun Also Shines at Night            | Noites com Sol                                    | Sergio Giuramondo         |
| 1990 | Arachnophobia                           | Aracnofobia                                       | Dr. James Atherton        |
| 1991 | Grand Isle                              | O Despertar                                       | Alcee Arobin              |
| 1991 | Impromptu                               | George e Frederic                                 | Franz Liszt               |
| 1991 | Wicked                                  | Wicked: Entardecer Insensato                      | Gustav                    |
| 1991 | Husband and Lovers                      | Vingança em Nome do Amor                          | Stefan                    |
| 1991 | Naked Lunch                             | Mistérios e Paixões                               | Yves Cloquet              |
| 1992 | Tale of a Vampire                       | Vampiro: Paixão Imortal                           | Alex                      |
| 1993 | Warlock: The Armageddon                 | Warlock II: o Armagedom                           | Warlock                   |
| 1993 | Boxing Helena                           | Encaixotando Helena                               | Dr. Nick Cavanaugh        |
| 1994 | The Browning Version                    | Nunca te Amei                                     | Tom Gilbert               |
| 1994 | The Turn of the Screw                   |                                                   | Mr. Cooper                |
| 1994 | Mario and the Magician                  |                                                   | Professor Fuhrmann        |
| 1995 | Leaving Las Vegas                       | Despedida em Las Vegas                            | Yuri Butso                |
| 1995 | End of Summer                           | Quando Chegar o Verão                             | Reverendo Basil March     |
| 1997 | One Night Stand                         | Por Uma Noite Apenas                              | Chris                     |
| 1998 | The Phantom of the Opera                | Um Vulto na Escuridão                             | Erik, Fantasma da Ópera   |
| 1998 | Long Time Since                         | Long Time Since                                   | Michael James             |
| 1999 | The Loss of Sexual Innocence            | A Perda da Inocência                              | Nic (adulto)              |
| 2000 | Mercy                                   | Seduzidas para a Morte                            | Dr. Dominick Broussard    |
| 2000 | Timecode                                | Timecode                                          | Quentin                   |
| 2000 | Vatel                                   | Vatel: Um banquete para o Rei                     | Louis XIV                 |
| 2000 | The Million Dollar Hotel                | O Hotel de um Milhão de Dólares                   | Terence Scopey            |
| 2002 | The Scoundrel's Wife                    | Entre o Amor e a Guerra                           | Dr. Lenz                  |
| 2003 | The Medallion                           | O Medalhão                                        | A.J. "Snakehead" Staul    |
| 2004 | Romasanta                               | Romasanta: a Casa da Besta                        | Manuel Blanco Romasanta   |
| 2004 | Curse of the Ring                       | A Maldição do Anel                                | Hagen                     |
| 2005 | Her name is Carla                       | O Nome Dela é Carla                               | Bill                      |
| 2005 | Easy Six                                | Easy Six: jogos de azar                           | Packard Schmidt           |
| 2006 | La Piste                                | A Trilha                                          | Gary                      |
| 2006 | The Haunted Airman                      |                                                   | Dr. Hal Burns             |
| 2007 | Ocean's Thirteen                        | Treze Homens e um Novo Segredo                    | Greco Montgomery          |
| 2008 | Stargate: The Ark of Truth              | Stargate: A Arca da Verdade                       | Doci                      |
| 2008 | Cat City                                |                                                   | Nick Compton              |
| 2008 | Heidi 4 Paws                            | Heidi - Uma Aventura em 4 Patas                   | Peter (voz)               |
| 2009 | Blood and Bone                          | Lutador de Rua                                    | Franklin McVeigh          |
| 2010 | Golf in the Kingdom                     | O Reino do Golfe                                  | Peter McNaughton          |
| 2011 | The Girl with the Dragon Tattoo         | Millennium - Os Homens Que Não Amavam as Mulheres | Young Henrik Vanger       |
| 2012 | Hirokin                                 | O Último Samurai                                  | Viceroy Griffin           |
| 2012 | Suspension of Disbelief                 | Suspensão da Realidade                            | Hackett                   |
| 2013 | All Things to All Men                   | O Jogo Mortal                                     | Cutter                    |
| 2013 | The Last Impresario                     | O Último Produtor de Teatro                       | Ele mesmo                 |
| 2014 | Cesar Chavez                            |                                                   | Victore                   |
| 2014 | Six Dance Lessons in Six Weeks          |                                                   | Winslow Cunard            |
| 2014 | Me                                      |                                                   | Sam Citkowitz             |
| 2014 | Spiral Jetty                            |                                                   | Skylar Nielsen            |
| 2015 | Extraordinary Tales                     |                                                   | Narrador                  |
| 2016 | The Chosen                              | O Eleito                                          | Kotov                     |
| 2016 | The Persian Connection                  |                                                   | Evgeny                    |
| 2017 | Crooked House                           | A Casa Torta                                      | Philip Leonides           |
| 2018 | Walk Like a Panther                     |                                                   | Tony Smith 'Sweet Cheeks' |
| 2019 | The Garden of Evening Mists             |                                                   | Frederik Gemmell (adulto) |
| 2019 | The Painted Bird                        | O Pássaro Pintado                                 | Garbos                    |
| 2020 | Yeh Ballet                              | O Grande Passo                                    | Saul Aaron                |
| 2020 | Death Rider in the House of Vampires    |                                                   | Count Holiday             |
| 2020 | Bobbleheads: The Movie                  | Bobbleheads: O Filme                              | Purrbles (voz)            |
| 2021 | Benediction                             |                                                   | Médico-chefe              |
| 2021 | The Survivalist                         | O Sobrevivente                                    | Heath Grant               |
| 2021 | The Ghosts of Borley Rectory            | A Casa Mal-Assombrada                             | Lionel Foyster            |
| 2022 | The Ghosts of Monday                    |                                                   | Bruce                     |
| 2023 | Seneca – On the Creation of Earthquakes |                                                   | Rufus                     |

### Televisão
| Ano        | Título                              | Título no Brasil                          | Papel                    | Notas                                              |
| ---------- | ----------------------------------- | ----------------------------------------- | ------------------------ | -------------------------------------------------- |
| 1984       | The Box of Delights                 |                                           | Soldado Grego            | Episódio: "Beware of Yesterday"                    |
| 1984       | The Sun Also Rises                  |                                           | Gerald                   | 3º episódio                                        |
| 1989       | Murder on the Moon                  | Mistério na Lua                           | Kirilenko                |                                                    |
| 1992       | Crazy in Love                       | Loucuras de Amor                          | Mark Constable           |                                                    |
| 1994       | Witch Hunt                          | Ilusões Satânicas                         | Finn Macha               |                                                    |
| 1995       | The Great Elephant Escape           | Fuga na Selva                             | Clive Potter             |                                                    |
| 1995       | Biker Mice from Mars                | Esquadrão Marte                           | Lancelot                 | Episódio: "Biker Knights of the Round Table" (voz) |
| 1995       | Adventures from the Book of Virtues | As Aventuras do Livro das Virtudes        | Henry                    | Episódio: "Responsibility" (voz)                   |
| 1996       | The Tomorrow Man                    | O Defensor do Futuro                      | Ken                      |                                                    |
| 1996       | The Real Adventures of Jonny Quest  | As Incríveis Aventuras de Jonny Quest     | Creed                    | Episódio: "Race Against Danger" (voz)              |
| 1996       | Chicago Hope                        | Médicos Sem Fronteiras                    | Bradford Whittle         | Episódio: "Mummy Dearest"                          |
| 2000 –2002 | Jackie Chan Adventures              | As Aventuras de Jackie Chan               | Valmont                  | 26 episódios (voz)                                 |
| 2001       | Rose Red                            | A Casa Adormecida                         | Nick Hardaway            | 3 episódios                                        |
| 2002       | Ozzy & Drix                         | Ozzy e Drix                               | Penicilina G             | Episódio: "Strep-Finger" (voz)                     |
| 2004       | Dark Kingdom: The Dragon King       | A Maldição do Anel                        | Hagen                    |                                                    |
| 2004       | The L Word                          |                                           | Nick                     | Episódio: "Lies, Lies, Lies"                       |
| 2005       | Law & Order: Special Victims Unit   | Lei e Ordem: Unidade de Vítimas Especiais | Barclay Pallister        | Episódio: Design "Critical"                        |
| 2005       | Stargate SG-1                       |                                           | Doci                     | 2 episódios                                        |
| 2006       | Law & Order: Criminal Intent        | Lei e Ordem: Crimes Premeditados          | Paul Reinhardt           | Episódio: "Dramma Giocoso"                         |
| 2006       | 24                                  | 24 Horas                                  | Vladimir Bierko          | 11 episódios                                       |
| 2007       | Agatha Christie's Marple            | As aventuras de Miss Jane Marple          | Thomas Royde             | Episódio: "Towards Zero"                           |
| 2007       | Blood Ties                          |                                           | Javier Mendoza           | 2 episódios                                        |
| 2007       | Ghost Whisperer                     | Entre Vidas                               | Ethan Clark              | 2 episódios                                        |
| 2008       | Lipstick Jungle                     | Selva de Batom                            |                          |                                                    |
| 2009       | Beyond Sherwood Forest              | Além da Floresta de Sherwood              | Malcolm                  |                                                    |
| 2009       | Bollywood Hero                      |                                           | Reg Hunt                 | 3 episódios                                        |
| 2010       | Castle                              |                                           | Teddy Farrow             | Episódio: "Inventing the Girl"                     |
| 2011       | Above Suspicion                     |                                           | Damian Nolan             | 2 episódios                                        |
| 2011       | NTSF:SD:SUV::                       |                                           | Médico                   | Episódio: "I Left My Heart in Someone's Cooler"    |
| 2012       | Person of Interest                  | Pessoa de Interesse                       | Alistair Wesley          | Episódio: "Critical"                               |
| 2013       | Dexter                              |                                           | Miles Castner            | Episódio: "Dress Code"                             |
| 2014       | Banshee                             |                                           | Priest/"Padre"           | 3 episódios                                        |
| 2014       | Crossbones                          |                                           | William Jagger           | 8 episódios                                        |
| 2014       | The Village                         |                                           | Lord Kilmartin           | 2 episódios                                        |
| 2015       | Gotham                              |                                           | Dr. Gerald Crane /"Todd" | 2 episódios                                        |
| 2015       | We're Doomed! The Dad's Army Story  |                                           | John Le Mesurier         |                                                    |
| 2017       | Man in an Orange Shirt              |                                           | Caspar Nicholson         | 2º episódio                                        |
| 2017       | Will                                |                                           | Barrett Emerson          | 4 episodes                                         |
| 2018       | Medici: Masters of Florence         | Medici: Mestres de Florença               | Pedro de Cosme de Médici | 2 episodes                                         |
| 2018       | The Blacklist                       | Lista Negra                               | Sutton Ross              | Episode: "Sutton Ross"                             |
| 2018       | Elementary                          | Elementaríssimo                           | Jasper Wells             | Episode: "The Adventure of the Ersatz Sobekneferu" |
| 2019       | What/If                             | Dilema                                    | Liam Strom               | 4 episodes                                         |
| 2019       | Into the Dark                       |                                           | Steven                   | Episode: "A Nasty Piece of Work"                   |